# Primato (sport)
Un primato o record è la migliore prestazione ottenuta da un atleta in una disciplina sportiva in cui il risultato sia misurabile. Un primato può essere assoluto (ad es. il primato mondiale) o relativo a un certo ambito di tempo, di luogo, di competizione (ad es. il primato olimpico, il primato nazionale). Il detentore di un primato è detto primatista o recordman.

## Descrizione

Sara Simeoni stabilisce l'allora record mondiale del salto in alto femminile con la misura di 2,01 m. Brescia, 4 agosto 1978

In alcuni sport, come l'atletica leggera o il nuoto, i primati mondiali vengono stabiliti in diverse specialità che vengono disputate regolarmente in tutto il mondo. Il corpo governativo di uno sport è incaricato del riconoscimento dei primati del mondo. Perché un primato sia riconosciuto, l'evento deve disputarsi seguendo regole specifiche e gli atleti devono di norma sottoporsi a dei test anti-doping.
Il miglioramento di un primato mondiale è spesso un grosso conseguimento nella carriera di un atleta e molti atleti restano popolari perché hanno battuto un primato mondiale, anche se quello è stato il loro unico o principale risultato.
Non tutti gli eventi hanno un primato mondiale, in quanto i risultati di alcune discipline sono troppo legati al disegno del tracciato o al luogo dove si disputano, che non sono limitati da regole. Altri eventi hanno i loro primati, ma non sono considerati significativi; per esempio, i primati mondiali della maratona sono considerati molto meno importanti di quelli delle gare su pista, perché troppo influenzati da fattori esterni quali ad esempio il terreno su cui si corre, le eventuali salite o discese e il clima.
Al di fuori degli sport, i primati mondiali possono essere stabiliti in praticamente tutto ciò che è misurabile, ma verificare questi primati è spesso difficoltoso. Il Guinness dei primati raccoglie e cerca di verificare tutti i tipi di primati mondiali, dall'animale più veloce alla più grossa forma di formaggio mai prodotta.